# 天川町 (前橋市)
天川町（あまがわまち）は、群馬県前橋市の地名。郵便番号は371-0802。2013年の面積は0.27km2。

## 地理
広瀬川の西方で、支流の端気川が広瀬川から分かれて間もない洪積層上に位置している。朝倉町の北端部を挟むように東西2つに分かれている。
これは、かつて倍以上広かった町域の内、1966年・1967年の住居表示施行に伴って大半が新町名へ変更し、朝倉町を東西に挟む形になっていた南部の部分が残された結果である。かつては前橋市朝日町の南半分、前橋市文京町の大半が天川町であった。

### 河川
- 広瀬川

## 歴史
江戸時代に前橋城の縄張りとして天川村の北辺が天川新町（のちに新町、住居表示後は朝日町の南部）として分離した。新町西隣の中川町（三河町東部）、矢田町（後の高田町、現在の文京町一丁目西部も天川村の内とあり、天川村の土地に中川町ができたか天川村民が移住し成立したかとみられている。1876年（明治9年）前橋城下武家地であった群馬郡前橋高台、矢田町を編入。

### 年表
- 1889年 町村制施行により天川村は前橋町の一部となる。
- 1892年 前橋町の市制施行に伴い前橋市の大字天川となる。
- 1910年 前橋市天川町となった。
- 1934年 天川町高台と同町矢田町が前橋市高田町として分離する。
- 1966年 両毛線より南が朝日町三丁目、朝日町四丁目の各一部となる。
- 1967年 市道南部線より北が文京町二丁目、文京町三丁目、文京町四丁目の各一部、市道南部線より南が天川原町二丁目の一部となる。
- 1975年 一部が朝倉町四丁目となる。

### 地名の由来
町名の由来は、町内を流れていたかつての利根川（利根川流路変更以降は広瀬川の流域）に由来する。利根川を「天の川」と称し、その両岸にあった集落を「天川」と呼んだことに始まるという。右岸が群馬郡天川村となりのちに天川町となった。なお左岸には天川大島村（前橋市天川大島町）が広がっていた。

## 世帯数と人口
2017年（平成29年）8月31日現在の世帯数と人口は以下の通りである。
| 町丁   | 世帯数  | 人口   |
| ------ | ------- | ------ |
| 天川町 | 751世帯 | 1658人 |

## 小・中学校の学区
市立小・中学校に通う場合、学区は以下の通りとなる。
| 番地 | 小学校             | 中学校             |
| ---- | ------------------ | ------------------ |
| 全域 | 前橋市立天川小学校 | 前橋市立第五中学校 |

## 交通

### 鉄道
鉄道駅はない。

### バス
北の文京町との境界となる道に群馬中央バスの前橋敷島公園－伊勢崎市民病院北口線が通る。

### 道路
国道、県道ともに通っていない。

## 施設
- 天川町集会所
- 天川団地